# Don Lake
Don Lake (Toronto (Canadá), 26 de noviembre de 1956) es un actor, escritor de cine y televisión, y productor de televisión canadiense. Es frecuente elegido como elenco por el director Christopher Guest, y es también amigo íntimo y colega colaborativo de Bonnie Hunt.
Tuvo un papel en The Bonnie Hunt Show, por lo cual su comedia recibió elogios. También tuvo papeles en las películas cómicas Police Academy, Hot Shots!, Dumb and Dumber To, y Corner Gas: The Movie. Tuvo papeles más serios en Terminator 2: el juicio final, y Super Mario Bros., junto con su papel como Stu Hopps en Zootopia. También es conocido como el Dr. Carl Whitehorn en The Fresh Prince of Bel-Air.

## Vida y carrera
Actor, escritor, y productor, Lake nació en Toronto, Ontario. Llegó por primera vez a Los Ángeles para asistir al Instituto de las Artes de California, el cual cuenta con John Lasseter, Ed Harris, Don Cheadle, y Tim Burton entre sus exalumnos. Después de graduarse, Lake regresó a Toronto para unirse a la Second City Touring Company, y más tarde fue ascendido al elenco principal como parte de Second City, la famosa compañía teatral de improvisación.
Durante este tiempo, fue regular en dos series de Showtime: Bizarre y Super Dave, la cual se emitió durante nueve años. Finalmente regresó a Los Ángeles y se convirtió en regular en las series Bill & Ted’s Excellent Adventures, The Building, y The Bonnie Hunt Show.
Sus trabajos cinematográficos incluyen papeles en Terminator 2: el juicio final, Hot Shots!, RocketMan, Wagons East, y Super Mario Bros. Lake también apareció y coescribió la película Return to Me con Bonnie Hunt. Fue cocreador y productor ejecutivo de Life with Bonnie y también apareció como regular en Watching Ellie con Julia Louis-Dreyfus.
Lake continuó su improvisación en cuatro películas previas de Christopher Guest: Waiting for Guffman, Best in Show, A Mighty Wind, y Almost Heroes. También ha sido comentarista para I Love the '80s Strikes Back y Best Week Ever. Él y su compañera de guion Bonnie Hunt trabajaron en los guiones para la película animada de Pixar, Cars y para la secuela de Mrs.Doubtfire. En 2013, apareció en Family Tree.

## Papeles protagonistas
- Super Dave - Compañero regular
- The Bonnie Hunt Show - Él mismo/Productor
- Don't Answer the Phone
- Life with Bonnie - Keith Jedzek
- The Building - Brad
- The Dave Thomas Comedy Show - Regular
- Watching Ellie - Dr. Don Zimmerman

## Apariciones como invitado
- The Dating Game alrededor de 1979 - participante (no fue escogido)
- Police Academy (1984) - Lou, o Mr. Wig
- Terminator 2: Judgment Day (1991) - Detective Mossberg
- Alfred Hitchcock Presents - «Diamonds Aren't Forever» - A.C. Boone
- Blossom - «Three O'Clock and All Is Hell» - Policía #1
- Camp Wilder - «Career Day» - Ed
- Committed - «The Morning After»- Richard
- American Dragon: Jake Long - «Old School Training» - Stan el Trol de las Cloacas
- Curb Your Enthusiasm - «Larry David: Curb Your Enthusiasm» - Director de la HBO
- The New Adventures of Old Christine - «Crash» - Carl
- The Fresh Prince of Bel-Air - Dr. Whitehorn (recurrente)
- SCTV Network - «Jane Eyrehead» - Troy
- The Golden Girls - «Older and Wiser» - Mr. Porter
- Odd Job Jack - «The Man Who Smelled to Much» - Anton
- How I Met Your Mother - «Twelve Horny Women» - Juez Albert Donovan
- Anger Management - «Charlie and the Mother of All Sessions» - James
- Dumb and Dumber To - Dr. Meldmann
- Zootopia (2016) - Stu Hopps (voz)
- Summer Camp Island (2018) - Dr. Hippoto (voz) - Episodio: «Yo amo Heartford»
- Space Force (2020-2022) - Bradley Gregory (recurrente)
- Zootopia+ (2022) - Stu Hopps. Episodio: «Hopp on Board»
- Mascots (2023) - Buddy Campbell

## Escritor
- Life with Bonnie - seis episodios
- The Bonnie Hunt Show - piloto

## Otro
- The Second City - miembro de la tropa de la Toronto Touring Company (1981)
- Life with Bonnie - creador, productor
- Maniac Mansion - "Trapped Like Rats" - historia
- The Bonnie Hunt Show - creador, productor